# Chiesa dei Santi Pietro e Teresa del Bambin Gesù

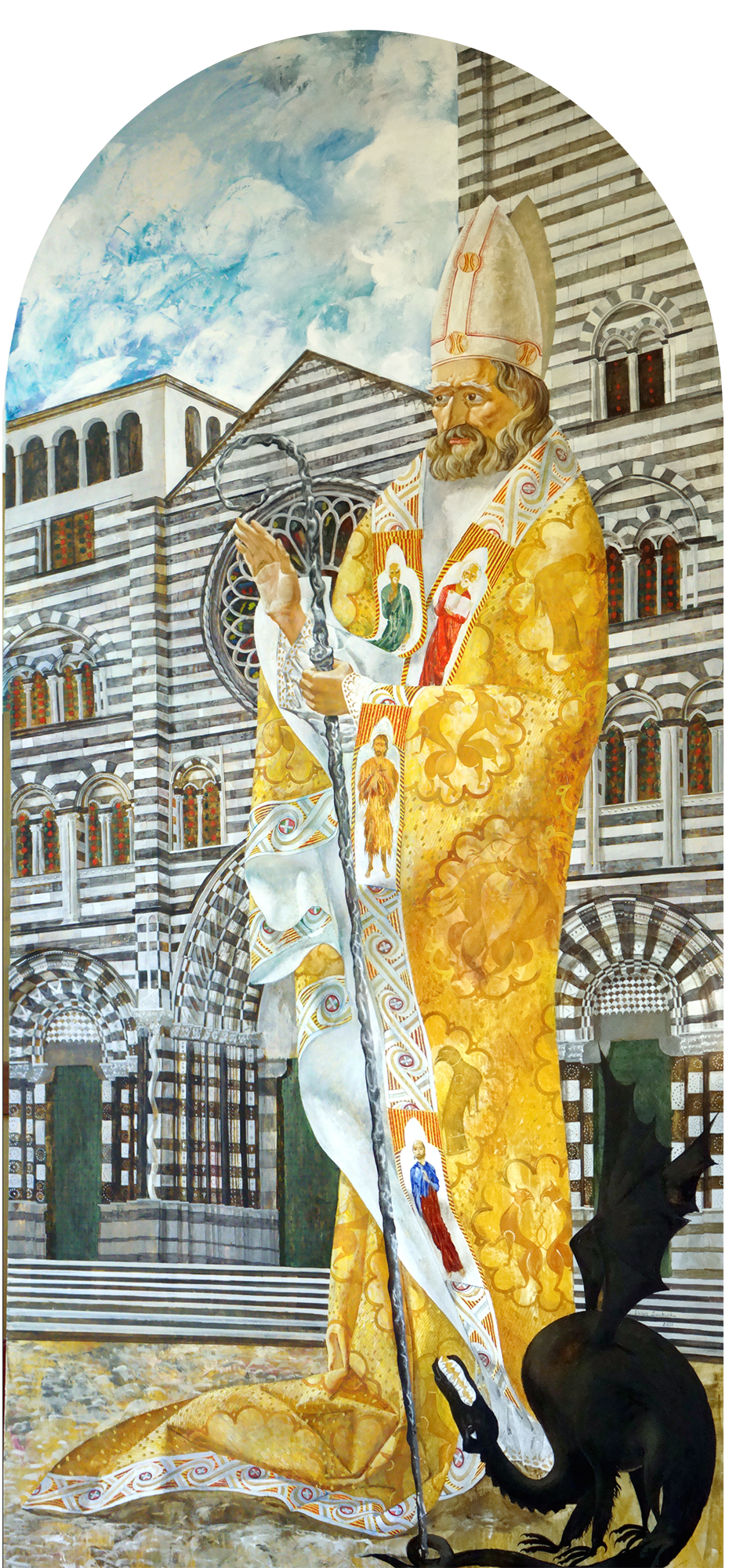
San Siro. Dipinto dall'artista Denys Savchenko.

La chiesa di San Pietro Apostolo e Santa Teresa del Bambin Gesù è un luogo di culto cattolico situato nel quartiere di Albaro, in via Francesco Domenico Guerrazzi, nel comune di Genova nella città metropolitana di Genova. La chiesa è sede della parrocchia omonima del vicariato di Albaro dell'arcidiocesi di Genova.

## Storia e descrizione
L'istituzione del vicariato autonomo fu ufficializzata con decreto arcivescovile del 23 febbraio 1935 dall'arcivescovo di Genova cardinale Carlo Dalmazio Minoretti; il giorno seguente (24 febbraio) già si provvedeva ad inaugurare la sede provvisoria della parrocchia. L'intitolazione parrocchiale è attestata nel decreto del 29 maggio 1941 del cardinale Pietro Boetto.
L'opera di edificazione della nuova chiesa avvenne nel 1955, con la posa e benedizione della prima pietra il 31 maggio ad opera del cardinale di Genova Giuseppe Siri, e fu lo stesso cardinale ad inaugurare il 13 aprile del 1958 il nuovo edificio religioso. Ancora il cardinal Siri consacrò la chiesa il 5 giugno del 1965 e nei due anni successivi per la benedizione degli altari: l'altare della Madonna l'11 giugno del 1966 e l'altare del Sacro Cuore di Gesù il 31 maggio del 1967.
Nel progetto erano previste le opere pittoriche per le quali sono state appositamente lasciate delle nicchie nei muri desto e sinistro del transetto. Nel 2008 è stato approvato dalla curia il progetto di 14 opere pittoriche presentato dall'artista Denys Savchenko. Di queste 14 opere 8 sono dedicate ai santi di Genova: Siro, Caterina di Genova, Beato Agostino Roscelli, Virginia Centurione Bracelli, Benedetta Cambiagio Frassinello, Padre Santo (Francesco Maria da Camporosso), Gianna Beretta Molla e Don Orione; 4 opere sono dedicate alle chiese che hanno un legame forte con la Parrocchia: il santuario di Nostra Signora della Guardia, la chiesa di San Pietro in Banchi, la chiesa di San Francesco d'Albaro e l'abbazia di San Giuliano; uno è dedicato alla consacrazione della città alla Madonna che ha avuto luogo nel 1637 e l'ultimo alla visita del papa Giovanni Paolo II a Genova.